# Heteralonia melanoptera
Heteralonia melanoptera is een vliegensoort uit de familie van de wolzwevers (Bombyliidae). De wetenschappelijke naam van de soort is voor het eerst geldig gepubliceerd in 1818 door Pallas & Wiedemann.